# Istropolis
Istropolis byl kulturní dům v Bratislavě (byl pojmenován starým řeckým názvem Bratislavy – Istropolis – v překladu „Město na Dunaji“), ve kterém sídlila slovenská odborová organizace. Součástí kulturního domu bylo kino, v budově se konaly kulturní akce celoměstského i celostátního významu. Istropolis se nacházel na Trnavském mýtě ve třetím městském obvodu, v městské části Bratislava-Nové Mesto.
Istropolis byl postaven roku 1981 jako „Umelecké a kongresové centrum“, později „Dom ROH“ a „Dom odborov“.
Nový majitel se rozhodl budovy odstranit, k čemuž po vleklých sporech dostal povolení.